# Costruzioni di Roma per altezza
Dal punto di vista urbanistico Roma è caratterizzata da uno sviluppo più orizzontale che verticale: l'utilizzo della tipologia a torre in ambito edilizio è principalmente limitato, infatti, ad alcune aree urbane popolari (si citino ad esempio Laurentino 38, Serpentara, Colle Salario, Tor Bella Monaca) e direzionali (in particolare il quartiere EUR), con sviluppi in altezza inferiori ai 100 m.
I dati relativi alle altezze di tali edifici sono di difficile reperimento e lacunosi, quando non discrepanti a seconda delle fonti, in linea con il generale sentimento di diffidenza culturale verso il tipo edilizio del grattacielo nella Capitale, visto come depauperamento del tradizionale panorama cittadino orizzontale. Inoltre, secondo una leggenda completamente priva di fondamento ma che ha continuato a essere presa come vera o, quantomeno verosimile, i Patti Lateranensi impedirebbero la costruzione a Roma di edifici che superino in altezza la vetta della cupola di San Pietro.
Al 2025 l'edificio più alto di Roma accessibile al pubblico è la Torre Eurosky (120 m al tetto, 155 m con l'antenna), opera di Franco Purini e Laura Thermes, a destinazione prevalentemente residenziale.

## Edifici alti almeno 50 metri
Di seguito sono inseriti i soli edifici di altezza architetturale (ovvero punto più alto della costruzione integrato nella struttura escluse antenne per le telecomunicazioni) uguale o superiore ai 50 m.
| Pos. | Nome                                                   | Anno      | Altezza (m) | N. di piani |
| ---- | ------------------------------------------------------ | --------- | ----------- | ----------- |
| 1    | Torre Eurosky                                          | 2013      | 120         | 35          |
| 2    | Torre Europarco                                        | 2012      | 120         | 35          |
| 3    | Torre piezometrica Centro idrico Eur                   | 1989      | 120         | —           |
| 4    | Palazzo ENI                                            | 1962      | 85,50       | 22          |
| 5    | Grattacielo delle Poste                                | 1976      | 73          | 21          |
| 6    | Palazzo INAIL                                          | 1965      | 72          | 21          |
| 7    | Grattacielo Italia                                     | 1960      | 72          | 20          |
| 8    | Torri Ligini (Torre A)                                 | 1962      | 70          | 18          |
| 9    | Torri Ligini (Torre B)                                 | 1962      | 70          | 18          |
| 10   | Torri Ligini (Torre C)                                 | 1962      | 70          | 18          |
| 11   | Palazzo della Civiltà Italiana                         | 1953      | 68          | 6           |
| 12   | Torre B1 Porta di Roma                                 | 2011      | 64          | 14          |
| 13   | Direzione Generale della BNL presso Tiburtina          | 2016      | 60          | 12          |
| 14   | "La lama" (hotel presso il Nuovo Centro Congressi)     | 2016      | 55          | 17          |
| 15   | Campanile della Chiesa di Nostra Signora de La Salette | 1965      | 52          | —           |
| 16   | "Il fungo" (torre piezometrica dell'Eur)               | 1958      | 50          | 14          |
| 17   | Torre delle Milizie                                    | sec. XIII | 50          | 3           |

## Edifici abitabili più alti

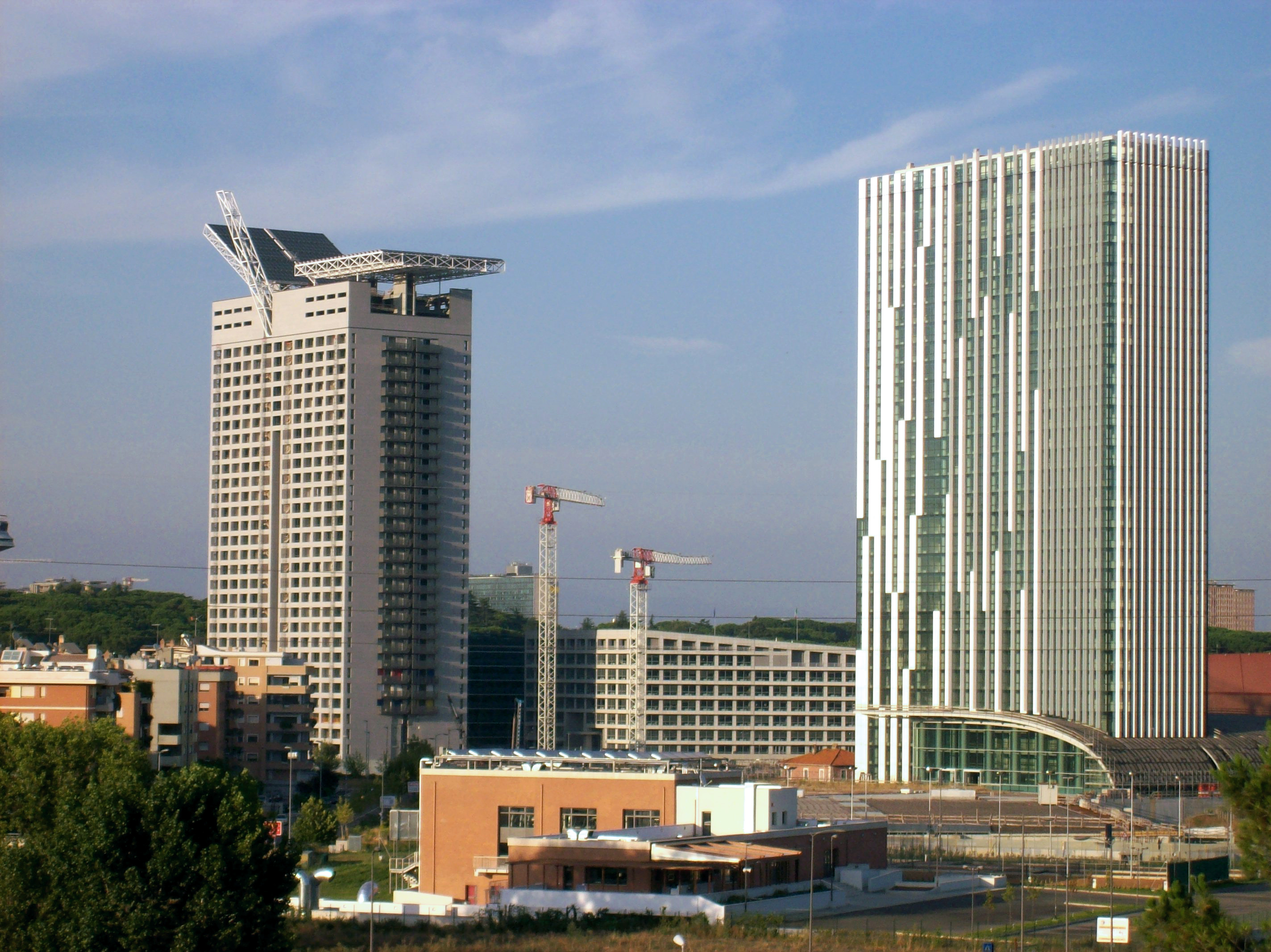
Le Torri Eurosky (a sinistra) ed Europarco (a destra) a Roma (2012)

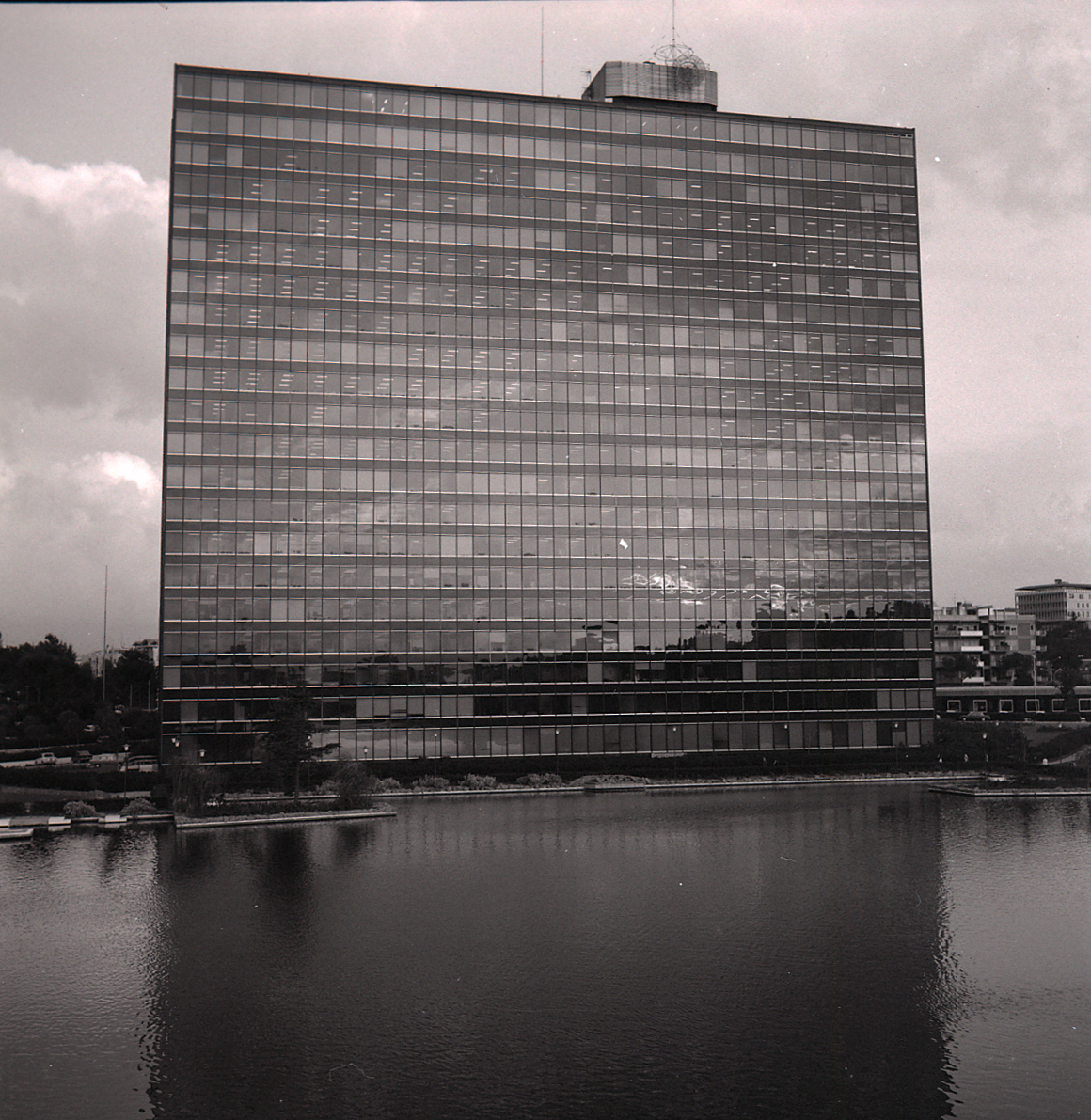
Il Palazzo dell'ENI (foto: Paolo Monti, 1967)

Gli edifici abitabili più alti di Roma sono localizzati principalmente nel quartiere EUR ed il limitrofo Torrino, ove è ubicato l'Europarco.
Il primato appartiene alla già citata Torre Eurosky (Franco Purini, 2007-2013) di 120 m al tetto, affiancata dalla Torre Europarco (Studio Transit, 2009-2012) alta anch'essa 120 m al tetto, con destinazione direzionale.
Il precedente primato, sempre considerando strutture civili ed abitabili, era del Palazzo ENI (Bacigalupo, Ratti, Finzi, Nova, 1958-1962), che raggiunge gli 85,5 m di altezza, pur apparendo più basso, in quanto costruito sulla sponda del laghetto dell'EUR, a quota inferiore rispetto al piano stradale.
Sempre nel quartiere direzionale dell'EUR sono presenti altri edifici:
- Palazzo INAIL, alto 72 m: fu completato come sede dell'Alitalia nel 1965, mentre negli anni 1980 diventò la sede della IBM e infine l'attuale quartier generale dell'INAIL, dopo una sostanziosa ristrutturazione terminata nel 1994 su progetto dell'architetto Gino Valle.
- Grattacielo Italia (Mattioni, 1960), di 20 piani fuori terra e di altezza di circa 72 m,[6][7] sito su piazza Guglielmo Marconi.
- Ex torri del Ministero delle finanze, dette anche "Torri Ligini" (Ligini, Capiero, Marinucci e Venturi, 1958-1962): si tratta di un complesso caratterizzato da tre volumi di eguale altezza, 17 piani per 68 m.[8] Attualmente è in corso l'ultimazione del progetto di recupero, che ha previsto la realizzazione di un ulteriore piano tecnico, portando pertanto a 18 i piani complessivi, in quanto destinate alla sede delle FF.SS.
- Grattacielo del Ministero delle poste e delle telecomunicazioni, caratterizzata da una facciata continua di colore scuro, alta 70 m,[9] 72,55 considerando il piano tecnico posto alla sommità.[10]
- La "Lama" (Fuksas, 1998-2016), un albergo alto 55 m,[11] parte del nuovo Centro Congressi della "Nuvola".

Lo skyline dell'EUR è caratterizzato anche da altri edifici di una certa altezza, i più iconici sono il Palazzo della Civiltà Italiana (Guerrini, Lapadula, Romano, 1938-1953), alto 50 m (68 m considerando la base) ed il "Fungo" (Colosimo, Marineli, Varisco, 1957-1958), una torre piezometrica che ospita un ristorante al quattordicesimo piano, ad un'altezza di circa 50 m.
Altri edifici di una certa altezza, situati in altri quartieri, sono:
- Torre degli Alti Comandi Aeronautica Militare (Spibs Ingegneria, 1995), sita nel complesso dell'ex Aeroporto di Centocelle, con uno sviluppo in altezza di circa 15 piani.[14]
- Torre residenziale B1 a Porta di Roma (Valle Architetti Associati, 2007-2011), di 17 piani fuori terra per circa 64 m di altezza.[15]
- Sede della BNL a Tiburtina (5+1AA, 2012-2016), di circa 60 m di altezza.[16]
- Torri residenziali, quartiere di Torrevecchia (Barucci, Passarelli, Vittorini, 1978-1984), di 15 piani[17] più il piano terra.
- Torri residenziali, quartiere del Laurentino 38 (Barucci, 1971-1981), in media 14 piani più il piano terra.
- Torri residenziali di Serpentara, Colle Salario, Tor Bella Monaca, sempre con altezze medie sui 15 piani.

## Altre strutture

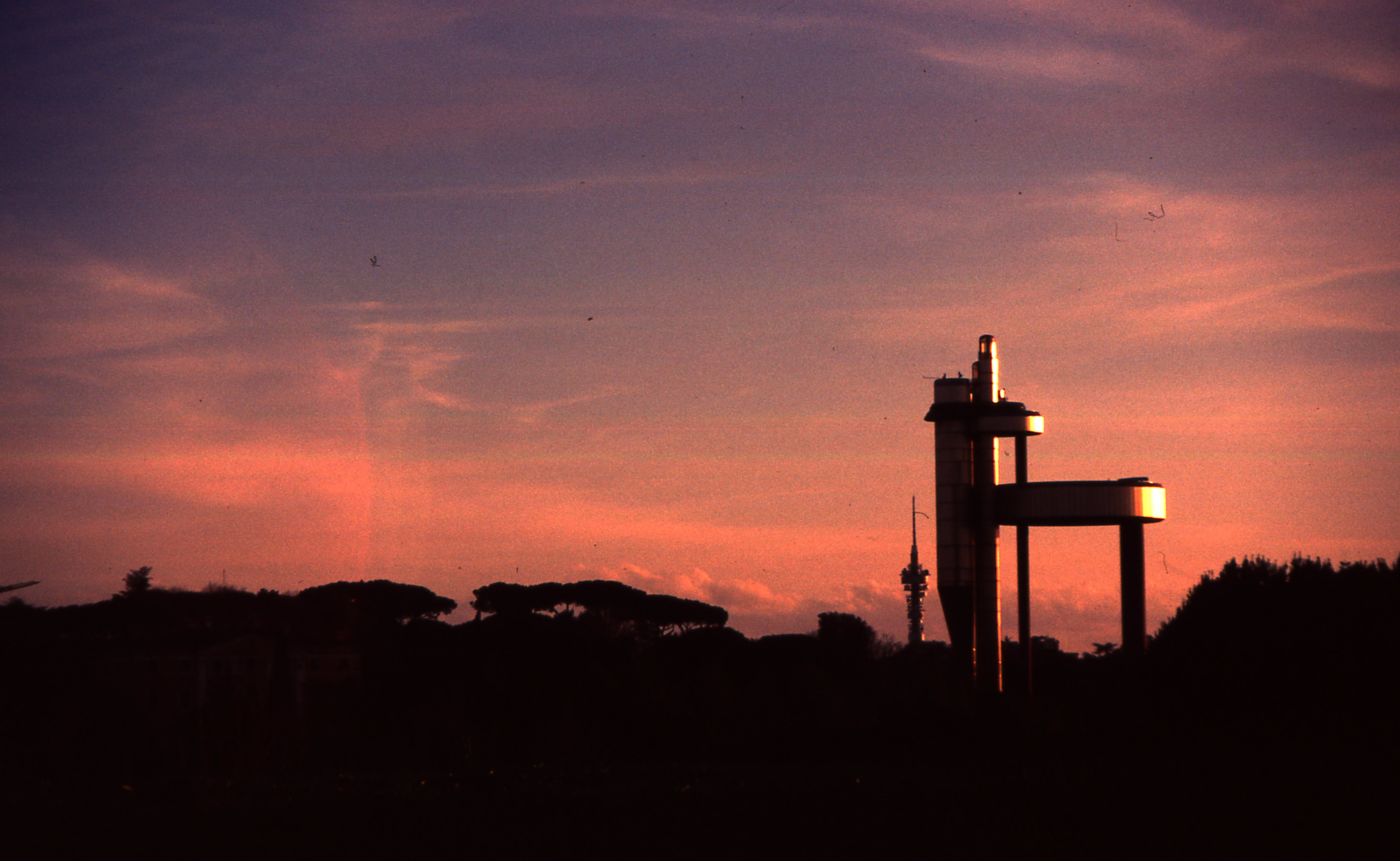
La caratteristica torre piezometrica del Centro idrico Eur e la Torre Telecom al tramonto.

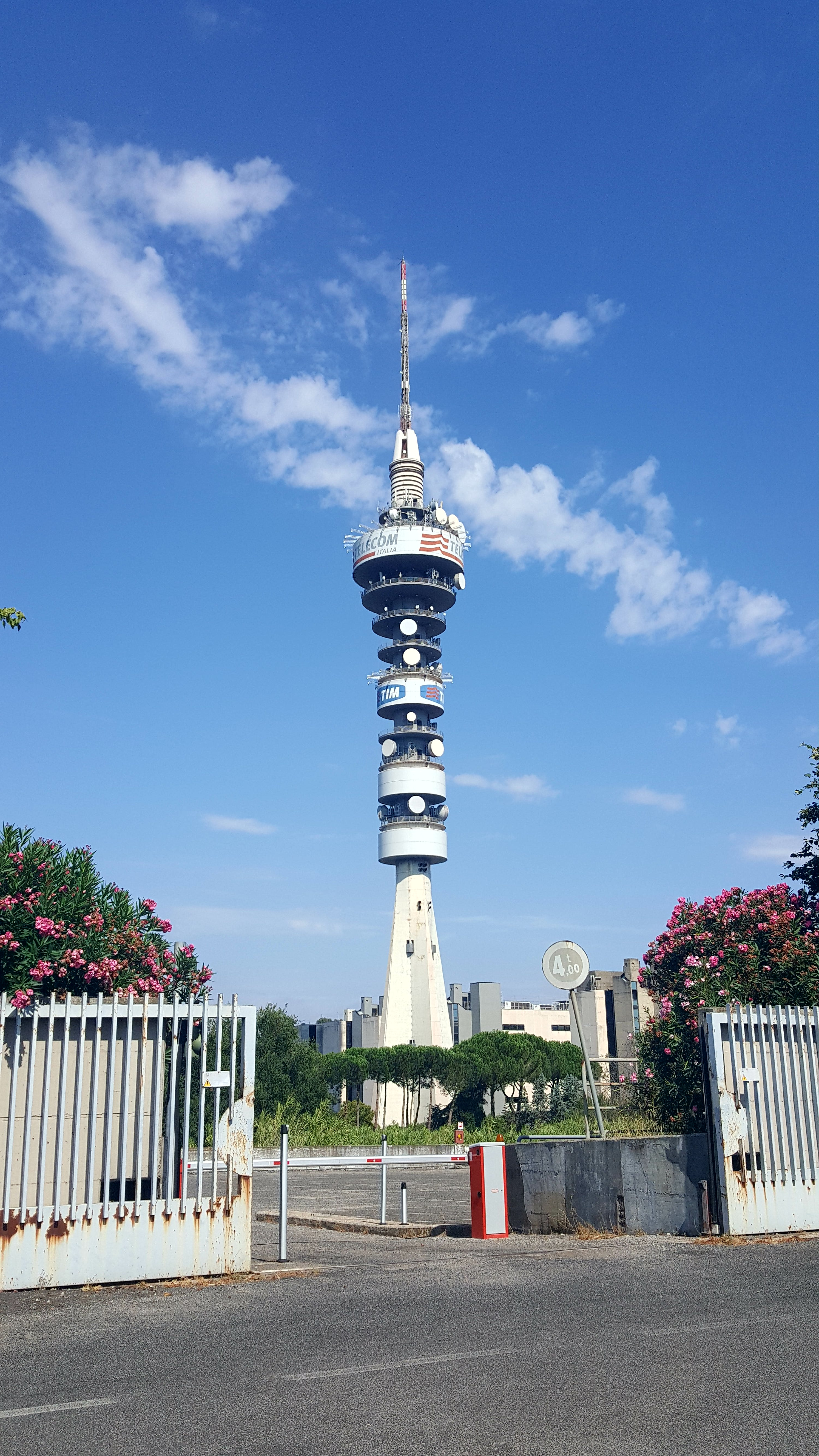
Torre Telecom Italia a Tor Pagnotta

Nello skyline di Roma sono riconoscibili anche alcune strutture di una certa altezza, non considerabili edilizia a torre o grattacieli: oltre alla cupola di San Pietro in Vaticano (136,57 m alla croce), al Vittoriano (81 m con le Quadrighe), al campanile di Santa Maria Maggiore (75 m) e alla medievale Torre delle Milizie (circa 50 m) sono infatti parte integrante del panorama della città il Gazometro di Ostiense, costruito nel 1937 ed alto 92 m, la torre Telecom di Tor Pagnotta (1983), alta 178 m e quindi attualmente la struttura più alta della città, la torre radio di Monte Mario, alta 146 m, e la torre piezometrica del Centro idrico Eur di Vigna Murata (Palpacelli, 1985-1987), che raggiunge un'altezza di circa 120 m.
Benché incompleta, inoltre, è da segnalare una delle due "Vele" dell'architetto Santiago Calatrava a Tor Vergata, alta 70 m, parte dell'incompiuto complesso della Città dello Sport.

## Progetti proposti e non realizzati
Dei progetti di grattacieli proposti e mai realizzati i principali sono:
- Mole Littoria (Palanti, 1924), proposto a Mussolini, sarebbe stato il grattacielo più alto del pianeta, 88 piani per 330 m.[26]
- Millennium Project (Rogers), complesso che prevedeva una torre per uffici di 150 m di altezza, sito a Muratella.[27]
- Torre albergo (Cordeschi, 2006), di circa 70 m, nell'ambito del P.R.U. della Magliana.[28]
- Green Tower (Schivò, 2007), torre residenziale di 130 m d'altezza, a Muratella.[29]
- Trilogy (Libeskind, 2015), tre torri per uffici di altezze variabili, la più alta sui 200 m, parte del più ampio progetto urbanistico di Tor di Valle, del quale fa parte anche il nuovo stadio dell'A.S. Roma: nel corso della conferenza dei servizi (2017) sono state eliminate dal progetto.[30]

## Edifici e strutture alti almeno 50 metri
La seguente lista comprende gli edifici e le strutture più alte esistenti nella città di Roma, aggiornata al 2025.
| Pos. | Nome                                                             | Anno      | Altezza (m) | N. di piani |
| ---- | ---------------------------------------------------------------- | --------- | ----------- | ----------- |
| 1    | Torre Telecom Italia                                             | 1983      | 178         | —           |
| 2    | Torre radio di Monte Mario                                       | 1937      | 146         | —           |
| 3    | Cupola di San Pietro                                             | 1593      | 136,57      | —           |
| 4    | Torre Eurosky                                                    | 2013      | 120         | 35          |
| 5    | Torre Europarco                                                  | 2012      | 120         | 35          |
| 6    | Centro idrico Eur                                                | 1987      | 120         | —           |
| 7    | Gazometro                                                        | 1937      | 92          | —           |
| 8    | Palazzo ENI                                                      | 1962      | 85,50       | 22          |
| 9    | Cupola di Sant'Andrea della Valle                                | 1608      | 84          | —           |
| 10   | Vittoriano                                                       | 1927      | 81          | —           |
| 11   | Campanile di Santa Maria Maggiore                                | 1376      | 75          | —           |
| 12   | Grattacielo delle Poste                                          | 1976      | 73          | 21          |
| 13   | Palazzo INAIL                                                    | 1965      | 72          | 21          |
| 14   | Grattacielo Italia                                               | 1960      | 72          | 20          |
| 15   | Cupola dei Santi Pietro e Paolo                                  | 1955      | 72          | —           |
| 16   | Vela della Città dello sport                                     | 2008      | 70          | —           |
| 17   | Torri Ligini (torre A, torre B, torre C)                         | 1962      | 70          | 18          |
| 18   | Palazzo della Civiltà Italiana                                   | 1953      | 68          | 6           |
| 19   | Cupola dei Santi Ambrogio e Carlo al Corso                       | 1669      | 67          | —           |
| 20   | Cupola di Sant'Agnese in Agone                                   | 1672      | 65          | —           |
| 21   | Cupola di Santa Maria regina degli apostoli                      | 1954      | 65          | —           |
| 22   | Cupola di S. Giovanni Bosco                                      | 1958      | 65          | —           |
| 23   | Torre B1 Porta di Roma                                           | 2011      | 64          | 14          |
| 24   | Cupola della Chiesa del Gesù                                     | 1580      | 61          | —           |
| 25   | Cupola di San Carlo ai Catinari                                  | 1620      | 61          | —           |
| 26   | Direzione Generale della BNL presso Tiburtina                    | 2016      | 60          | 12          |
| 27   | Complesso del Buon Pastore                                       | 1933      | 57          | —           |
| 28   | "La lama" (hotel presso il Nuovo Centro Congressi)               | 2016      | 55          | 17          |
| 29   | Cupole di Santa Maria Maggiore                                   | 1376      | 54          | —           |
| 30   | Cupola di Sant'Ivo alla Sapienza                                 | 1660      | 52          | —           |
| 31   | Cupola della Chiesa del Santissimo Nome di Maria al Foro Traiano | 1751      | 52          | —           |
| 32   | Campanile della Chiesa di Nostra Signora de La Salette           | 1965      | 52          | —           |
| 33   | Cupola della Chiesa di Sant'Anna dei Palafrenieri                | 1572      | 51          | —           |
| 34   | "Il fungo" (torre piezometrica dell'Eur)                         | 1958      | 50          | 14          |
| 35   | Torre delle Milizie                                              | sec. XIII | 50          | 3           |
| 36   | Cupola di San Giovanni Battista dei Fiorentini                   | 1734      | 50          | —           |
| 37   | Cupola della Chiesa della Gran Madre di Dio                      | 1933      | 50          | —           |